# Такка Шантрье
Та́кка Шантрье́ (лат. Tacca chantrieri) — вид однодольных цветковых растений, включённый в род Такка (Tacca) семейства Диоскорейные (Dioscoreaceae).

## Ботаническое описание
Такка Шантрье — многолетнее растение с развитым вертикальным корневищем до 10 см длиной. Листья по 3—12 в прикорневой розетке, разнообразной формы, однако чаще всего продолговато-яйцевидные или эллиптические в очертании, тёмно-зелёного цвета, заострённые к концу. Размеры листовой пластинки — 17—55×4—22 см, черешки до 43 см длиной.
Цветки в количестве до 25 в 1—2 зонтичных соцветиях на стрелке до 63 см длиной. Прицветники различной формы, в количестве 4, разнообразно окрашенные (от зелёного до фиолетово-чёрного цвета). Также имеется от 6 до 26 длинных нитевидных зелёных или сиренево-зелёных прицветников. Сами цветки зеленовато-белые, затем темнёющие до красных и фиолетово-чёрных. Доли околоцветника изогнутые, не опадающие, треугольно-яйцевидной формы. Тычинки жёлто-зелёные.
Плод до 4 см длиной, треугольный или округлый, зелёного, красно-оранжевого или фиолетово-чёрного цвета, с ребристыми фасолевидными бурыми семенами до 4 мм длиной.
В естественных условиях цветение наблюдается с февраля по август.

## Ареал
Такка Шантрье распространена в континентальной Юго-Восточной Азии. Северная граница ареала — Ассам, южный Китай (Юньнань, Гуйчжоу, Гуанси, Хайнань), Мьянма, Бангладеш, южная — северная материковая Малайзия (Пинанг, Перлис).

## Использование
Молодые листья и соцветия такки используются для приготовления карри. В тайской медицине используется корневище такки.

## Таксономия
|  |                                      |  |                                                         |                                                         |                        |  | ещё 2 семейства (согласно Системе APG III) | ещё 2 семейства (согласно Системе APG III) |                   |  |  |  | ещё 15 видов |
|  |                                      |  |                                                         |                                                         |                        |  | ещё 2 семейства (согласно Системе APG III) | ещё 2 семейства (согласно Системе APG III) |                   |  |  |  | ещё 15 видов |
|  |                                      |  |                                                         | порядок Диоскореецветные                                |                        |  |                                            |                                            | род Такка         |  |  |  |              |
|  |                                      |  |                                                         | порядок Диоскореецветные                                |                        |  |                                            |                                            | род Такка         |  |  |  |              |
|  | отдел Цветковые, или Покрытосеменные |  |                                                         |                                                         | семейство Диоскорейные |  |                                            |                                            | вид Такка Шантрье |  |  |  |              |
|  | отдел Цветковые, или Покрытосеменные |  |                                                         |                                                         | семейство Диоскорейные |  |                                            |                                            |                   |  |  |  |              |
|  |                                      |  | ещё 58 порядков цветковых растений (по Системе APG III) | ещё 58 порядков цветковых растений (по Системе APG III) |                        |  |                                            | ещё 5 родов                                | ещё 5 родов       |  |  |  |              |
|  |                                      |  |                                                         | ещё 58 порядков цветковых растений (по Системе APG III) |                        |  |                                            |                                            | ещё 5 родов       |  |  |  |              |

### Синонимы
- Clerodendrum esquirolii H.Lév., 1912
- Schizocapsa breviscapa (Ostenf.) H.Limpr., 1928
- Schizocapsa itagakii Yamam., 1942
- Tacca cristata Velen., 1913, nom. illeg.
- Tacca esquirolii (H.Lév.) Rehder, 1936
- Tacca garrettii Craib, 1912
- Tacca lancifolia var. breviscapa Ostenf., 1904
- Tacca macrantha H.Limpr., 1902
- Tacca minor Ridl., 1907
- Tacca paxiana H.Limpr., 1928
- Tacca roxburghii H.Limpr., 1928
- Tacca vespertilio Ridl., 1907
- Tacca wilsonii H.Limpr., 1935